# Alunu
Alunu è un comune della Romania di 4 550 abitanti, ubicato nel distretto di Vâlcea, nella regione storica dell'Oltenia.
Il comune è formato dall'unione di 7 villaggi: Alunu, Bodești, Coltești, Igoiu, Ilaciu, Oceacu, Roșia.